# Gary Schiff
Gary Schiff (sinh ngày 3 tháng 2 năm 1972, Gary J. Schiffhauer) là một chính khách và nhà hoạt động người Mỹ, người đại diện cho Phường 9 trong Hội đồng Thành phố Minneapolis. Là thành viên của Đảng Dân chủ-Nông dân-Lao động (DFL), ông được bầu lần đầu tiên vào năm 2001 và được bầu lại vào năm 2005 và 2009. Trước khi làm việc chính trị, Schiff đã tham gia vào một loạt các nhóm hoạt động và nguyên nhân từ nhân quyền với Chiến dịch Nhân quyền, bảo tồn lịch sử với Save Our Shubert.
Trong nhiệm kỳ của hội đồng thành phố, Schiff đã làm việc để giảm bớt các sắc lệnh cấm đối với các doanh nghiệp nhỏ, đặc biệt là các nhà máy vi sinh, và ủng hộ mạnh mẽ một sân vận động được tài trợ công khai cho Minnesota Vikings. Vào tháng 1 năm 2013, Schiff đã bắt đầu một chiến dịch tranh cử thị trưởng thành phố Minneapolis trong cuộc bầu cử năm 2013 nhưng sau một hội nghị chứng thực DFL không thành công, đã bỏ cuộc đua và ủng hộ người chiến thắng cuối cùng là Betsy Hodges vào giữa tháng Sáu. Nhiệm kỳ thứ ba và cuối cùng của ông trong Hội đồng thành phố đã kết thúc vào tháng 1 năm 2014.
Schiff tiếp quản chức chủ tịch Hội đồng Tội phạm và Công lý vào tháng 7 năm sau nhưng ông đã bị cách chức khỏi tổ chức vào năm sau. Tổ chức đột ngột đóng cửa sau khi ông chấm dứt. Schiff một lần nữa chạy đến đại diện cho Phường 9 trong Hội đồng thành phố vào năm 2017 nhưng thua Alondra Cano đương nhiệm.

## Đời tư
Là một tay đua xe đạp cuồng nhiệt, Schiff sống ở khu phố Corcoran ở Nam Minneapolis. Ông ngồi trong ban giám đốc của In the Heart of the Beast Puppet and Mask Theatre và từng là đồng chủ tịch của chiến dịch thủ đô của Little Earth for United Tribes. Schiff là người đồng tính và không ăn gluten.